# Станіслав Любомирський (воєвода київський)
Станіслав Любомирський (пол. Stanisław Lubomirski; 1704 — 19 липня 1793, Варшава) — князь, державний діяч часів Речі Посполитої та її розділів, магнат, меценат.

## Біографія

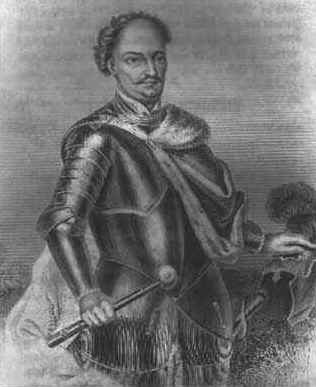
Станіслав Любомирський

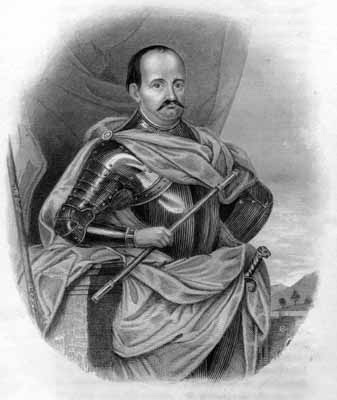
Станіслав Любомирський

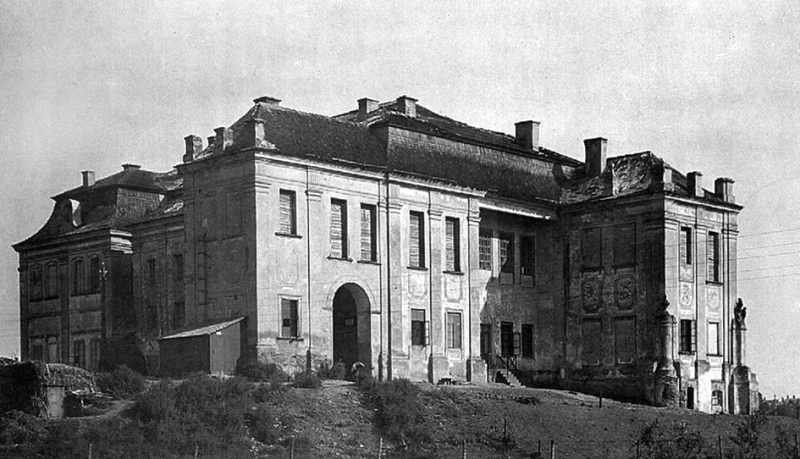
Палац Любомирських, Рівне

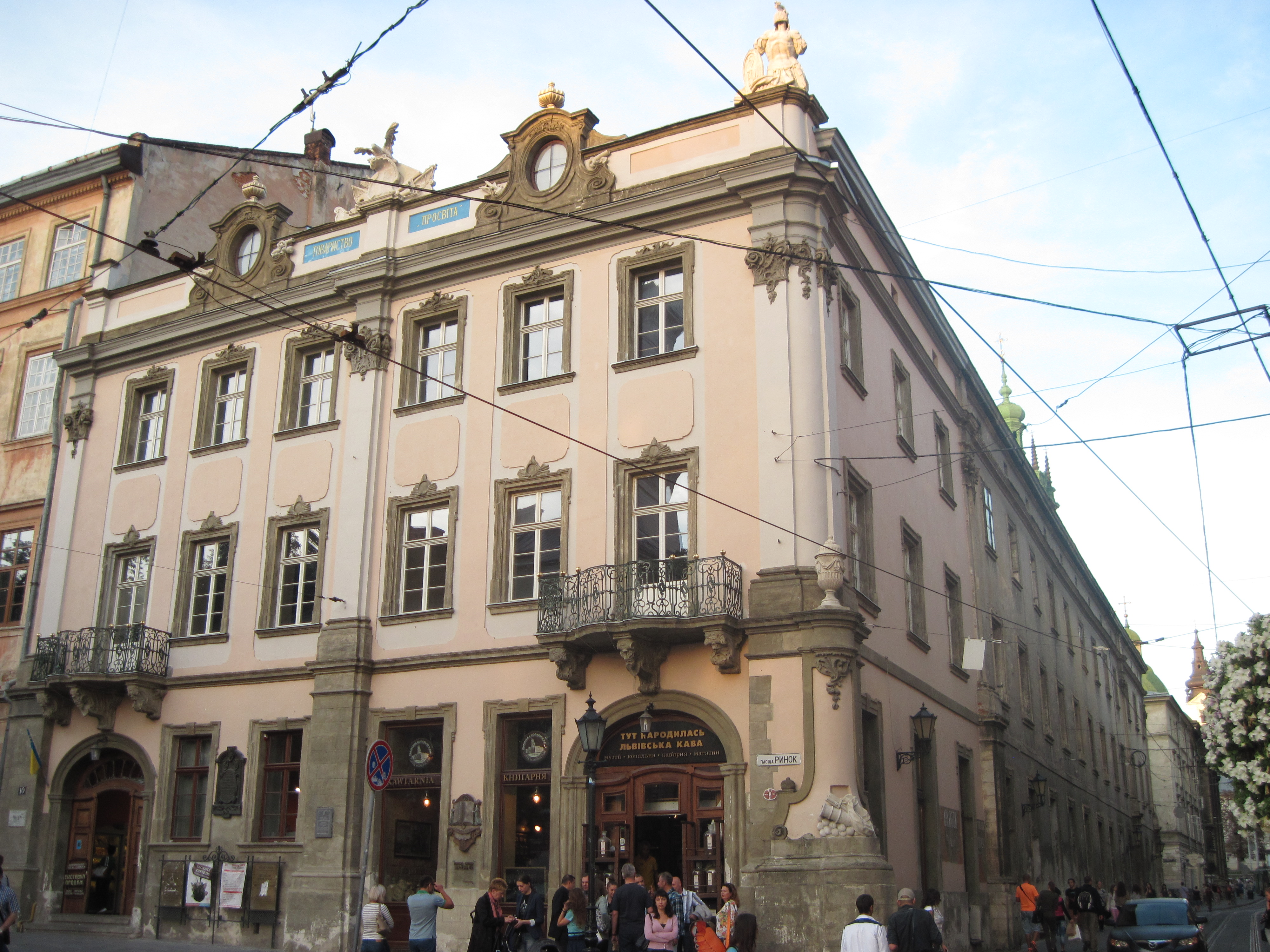
Палац Любомирських, Львів

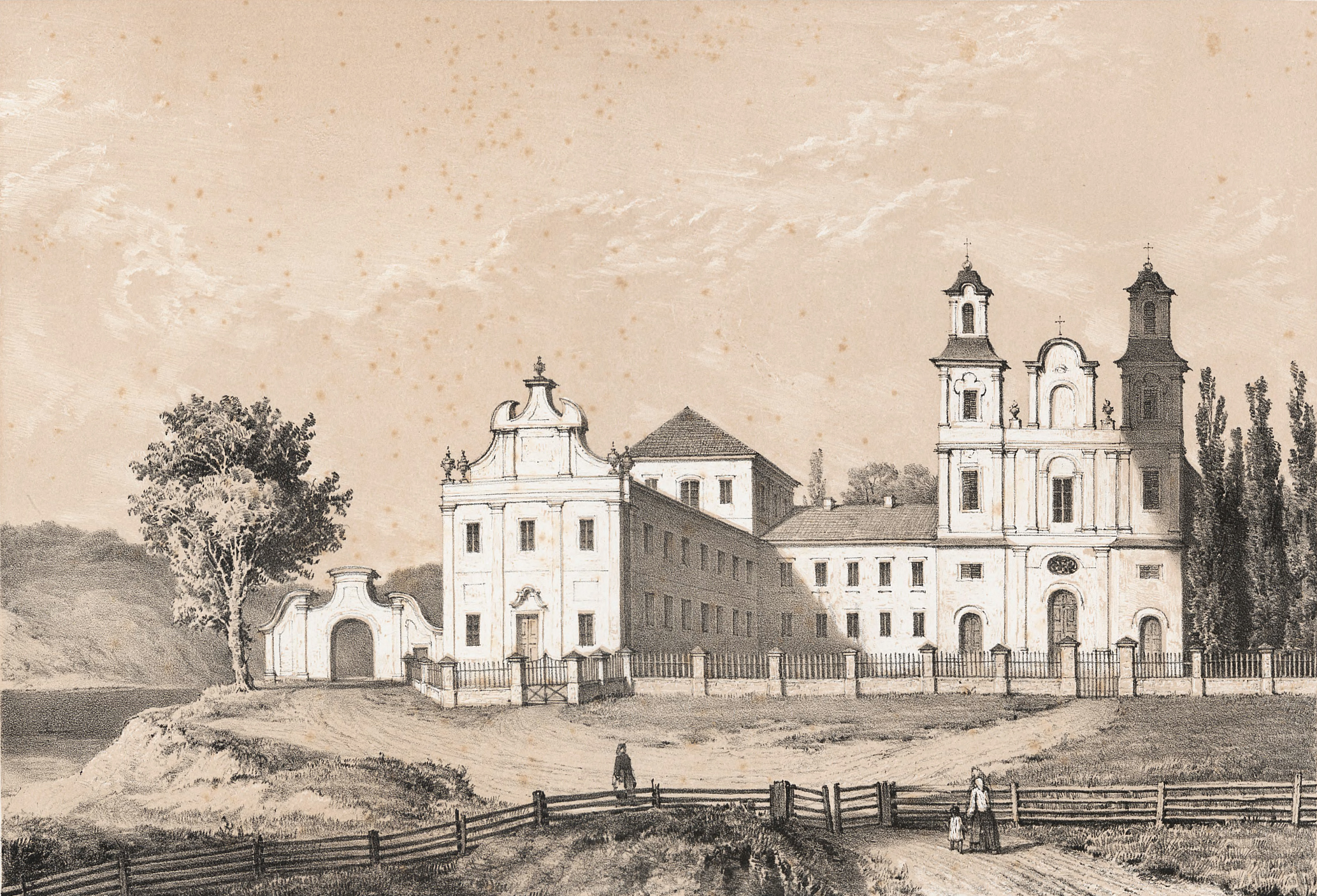
Костел Пресвятої Діви Марії, кляштор кармелітів. Городище

Син воєводи сандомирського Єжи Александра Любомирського та його дружини Анни Кароліни Санґушко.
1738 року розділив спадок з братом Юзефом. В 1744 році став кавалером Ордену Білого Орла. 15 грудня 1764 року був призначений брацлавським воєводою завдяки лояльності до короля Станіслава Августа Понятовського. У 1785 році відмовився від посади київського воєводи, жив у Варшаві. 2-е скликання Галицького станового сейму «вилегітимізувало» його з шляхетства, княжого титулу у 1786 році.
Портрет (як підстолія коронного, разом з дружиною) перебував у захристі костелу в Рівному.

### Сім'я
В 1740 році одружився з донькою великого литовського стражника Антона Потія Людвікою з Потіїв (пол. Ludwiką Pociejówną), що народила дітей:
- Ксаверія,
- Юзефа Макарія,
- Олександра,
- Михайла.

Дружина привнесла посаг — Іванків над Тетеревом, в 1781 році купила Гряду з околицями в австрійського уряду (в руках сім'ї Гряда була недовго: на початку XIX ст. Любомирські продали маєток).

### Власність
Одідичив «Домбровський ключ» з Болеславом, Отфіновом (Сандомирське воєводство), маєтки «Смілянщина» (маєтки Млієва, Радивонова, Городиські, Вільшанські; отримані від батька в спадщину 1735 року), «ключі» Паволоцький, Котельницький (Житомирський повіт), Туріянський, Гуляйпіль, Язловець. Після смерті бездітного брата Юзефа (1755 року) — литовського підстолія — отримав Лабунь (Волинь), Шаргород, простір між Дністром та Богом (бл. 200 км від Вінниці до кордонів, тобто волості: Краснянська, Рашківська, «ключі» Савранський, Ягорлицький, Юзефгродський, Конєцпольський, містечка на тракті дністровському, бузькому). На підставі «Кольбушовської трансакції» отримав 1753-го: Дубне, Птичу та 70 сіл, після брата в цій ординації — Степань, Деражне, 88 сіл. Його маєтності («фортуна») — найбільші за всі часи існування Польщі. На момент поділу, після значного зменшення, в 1770-му його власність складала 31 місто, 738 сіл, приносила 2 919 641 злотих річного доходу.
Син белзького старости Юзефа Потоцького Франциск Салезій 1744 року продав тучинський та губківський «ключі» Станіславові Любомирському.
1760 року став власником кам'яниці у Львові на площі Ринок, 10 (тепер Палац Любомирських), сприяв її перебудові на палац для власного житла.
Отримав у 1765 році від попередника — Авґуста Фридерика Мошинського — Ситихівське староство. Мав маєтки:
- у Рівному — 1738 р. надав кошти на відбудову мурованого замку-палацу, для піднесення торгівлі, ремесел, сприяв переїзду сюди євреїв, яким 1749 року видав привілей[2]
- у Городищі — разом з старшим братом Юзефом (підстолієм литовським[6]) були фундаторами костелу Пресвятої Діви Марії та кляштора кармелітів.
- у Гуляйполі — заснував дерев'яну Успенську церкву, на місці якої у 1809 році була збудована православна цегляна Миколаївська церква.
- у Шаргороді — перейшли від батька.

Син Александер сприяв початку розбудови (відродження) Юзефґрода — лівобережної частини сучасної Балти на початку 1770-х років.